# Oxelösunds IK
Oxelösunds IK, bildad 10 januari 1984 genom en sammanslagning av IFK Oxelösund och Oxelösunds SK, är en idrottsklubb i Oxelösund i Sverige som bedriver fotboll och sportgymnastik, fram till 2008 även bandy.
Klubben har inom bandy för herrar varit framgångsrik, med spel i Division 1 då det var Sveriges näst högsta division och kval till Allsvenskan, då Sveriges högsta division. Säsongen 2007/2008 slutade bandylaget på femte plats i Division 1. Klubbens fotbollslag spelar för närvarande i division 5. Hemmaplan är Ramdalens IP.
Den 1 april 2008 meddelade Oxelösunds kommun att bandybanan kommer att stängas ner inför säsongen 2008/2009, och först trodde många det rörde sig om aprilskämt, vilket inte var fallet. Det definitiva beslutet togs i mitten av september samma år och i november det året plockades rören på bandybanan bort. Sedan byggde man en konstgräsplan.
Kalle Spjuth, senare Hammarby IF och Markus Hillukkala, senare Bollnäs GIF, är två av klubbens mest berömda tidigare spelare, båda två är så kallade ungdomsprodukter från klubben.

### Fotnoter
1. ↑  Anna Stensson (17 september 2008). ”Bandyanläggningen i Oxelösund läggs ner”. Sveriges radio P4 Södermanland. http://sverigesradio.se/sida/artikel.aspx?programid=87&artikel=2319099. Läst 16 juli 2017.